# Almindelig gåsemad
Almindelig gåsemad (Arabidopsis thaliana) er en 5-30 cm høj urt, der vokser på mager og tør bund nær bebyggelse.

## Beskrivelse
Almindelig gåsemad er en énårig, urteagtig plante med en grundstillet bladroset og en rund, opret stængel, der er håret for neden. Stængelbladene er spredtstillede, ustilkede og helrandede, mens grundbladene er stilkede med tandet rand. Alle blade er elliptiske med en grågrøn og tæt håret overside og en underside, der er en smule lysere.
Blomstringen foregår i april-maj (med efterblomstring indtil oktober). Man finder blomsterne samlet i endestillede stande. De enkelte blomster er ganske små, regelmæssige og 4-tallige med hvide kronblade. Frugterne er skulper med mange frø.
Rodsystemet er forholdsvist spinkelt og består af en dybtgående trævlerod.
Højde x bredde og årlig tilvækst: 0,50 x 0,25 m (50 x 25 cm/år).

## Voksested
Almindelig gåsemad er udbredt i Europa, men naturaliseret i alle tempererede egne af verden. Den er knyttet til lysåbne voksesteder på sandet og veldrænet bund, men den har bredt sig fra sit oprindelige sted, skovbryn, til dyrket jord og ruderater.
I Fyns Skovdristrikts afd. 207b, som er et overdrev på 2,40 ha, kaldet ”Hestebakke”, findes arten sammen med bl.a. ahorn, blåhat, draphavre, gyvel, alm. hvene, alm. kællingetand, alm. røllike, alm. røn, slangehoved, alm. torskemund, bakkenellike, bidende stenurt, bredbladet timian, bugtet kløver, bævreasp, engrottehale, engriflet hvidtjørn, gul snerre, hedelyng, hvid snerre, håret høgeurt, liden klokke, lægeærenpris, markkrageklo, prikbladet perikon, rød svingel, slåen, smalbladet timian, stor knopurt, sølvpotentil, vellugtende gulaks og vild gulerod

### Rumforskning
Almindelig gåsemad var den første plante, som det lykkedes at få til at gro i rummet, da besætningen på den sovjetiske Saljut 7 fik planten til at gro under et eksperiment.
Almindelig gåsemad anvendes i dag fortsat af European Space Agency ved eksperimenter på Den Internationale Rumstation, hvor der forskes i plantens udvikling fra frø til reproduktion i vægtløs tilstand.
NASA har planer om at bruge gåsemad i Mars Plant Experiment (MPX) på Mars 2020 (rover).

## Genetik
Almindelig gåsemad giver ingen problemer i landbruget, hvorimod den har fået stor betydning siden 1940'erne som modelorganisme inden for genetikken.
Der er flere grunde til, at man har udvalgt netop denne art som forskningsgrundlag:
- Den har et forholdsvist lille genom på omtrent 157 millioner basepar i sit DNA, og rækkefølgen af disse blev kortlagt i 2000.
- Den har kun 5 kromosompar (2n = 10), som man nu har detaljerede kort over.
- Den har en kortvarig livscyklus, som betyder, at den kan gennemføre forløbet fra spiring til frugtmodning på blot 8 uger.
- Den kan dyrkes på forholdsvist små arealer.
- Der kendes allerede mange mutanter, der kan opbevares med lethed som frø, og som forhandles af specialiserede firmaer.
- Det er lykkedes at inducere
- kunstige forandringer af artens gener ved hjælp af Rodhalsgalle-bakterien (Agrobacterium tumefaciens).
- Gåsemad er en god repræsentant for de højere planters fysiologi, f.eks, hvad angår lysets betydning for stofskiftet[5].

| Portal | Portal:Botanik |

## Note
1. ↑  Forslag til driften af Fyns Statsskovdistrikt indtil år 2013
2. ↑  Link, Bruce M., Busse, James S., Stankovic, Bratislav (2014) Seed-to-Seed-to-Seed Growth and Development of Arabidopsis in Microgravity. Astrobiology Vol. 14: Issue. 10: Pages. 866-875 doi:10.1089/ast.2014.1184
3. ↑  Ferl RJ1, Paul AL (april 2010). "Lunar plant biology--a review of the Apollo era". Astrobiology. 10 (3): 261-74. Bibcode:2010AsBio..10..261F. doi:10.1089/ast.2009.0417. PMID 20446867.
4. ↑  Wall, Mike (2014-05-06). "NASA May Put Greenhouse on Mars in 2021". space.com. Hentet 2016-02-17.
5. ↑   Se f.eks. Ohio State University: The Arabidopsis Information Resource (engelsk)